# Pietraszek (nazwisko)
Pietraszek (forma żeńska: Pietraszek, liczba mnoga: Pietraszek) – polskie nazwisko.

## Etymologia nazwiska
Utworzone od imienia Piotr. Notowane od 1396(97) roku.

## Demografia
Na początku lat 90. XX wieku w Polsce mieszkało 2710 osób o tym nazwisku, najwięcej w dawnym województwie: warszawskim  – 403, lubelskim – 288 i katowickim – 220. W 2018 roku mieszkało w Polsce około 3098 osób o nazwisku Pietraszek, najwięcej w Nowym Targu i Kraśniku.